# Paul Van Hyfte
Paul Van Hyfte (Eeklo, 19 januari 1972) is een voormalig Belgisch wielrenner. Hij was beroepsrenner tussen 1994 en 2004.

## Carrière
Paul Van Hyfte werd beroepswielrenner in 1994 bij Vlaanderen 2002. Van 1995 tot en met 2001 reed hij voor Lotto om dan voor twee jaar naar het CSC van Bjarne Riis te trekken. In 2004 begon Van Hyfte aan zijn 'tweede jeugd' bij Vlaanderen T-Interim. Hij was een gewaardeerd helper en won tijdens zijn profcarrière slechts drie wedstrijden.
Zijn eerste profzege behaalde hij op 18 augustus 1998 in de 62ste Dr. Tistaertprijs te Zottegem. In 2001 was het tweemaal raak met successen in de Schaal Sels te Merksem en het Kampioenschap van Vlaanderen te Koolskamp.
Na een zware valpartij op 2 september 2004 en een moeilijke revalidatie van een heupbreuk besloot Van Hyfte twee maanden later om met koersen te stoppen. In feite was de cirkel van zijn loopbaan rond: hij begon bij Vlaanderen en stopte daar tien jaar later.

## Belangrijke overwinningen
1998
- GP Stad Zottegem - Tistaertprijs

2001
- Schaal Sels
- Kampioenschap van Vlaanderen

## Resultaten in voornaamste wedstrijden
| Jaar | Ronde van Italië | Ronde van Frankrijk | Ronde van Spanje |
| ---- | ---------------- | ------------------- | ---------------- |
| 1995 |                  |                     |                  |
| 1996 |                  | 120e                |                  |
| 1997 |                  | 90e                 |                  |
| 1998 |                  | 64e                 |                  |
| 1999 |                  |                     | 76e              |
| 2000 |                  | 79e                 |                  |
| 2001 |                  | 92e                 |                  |
| 2002 |                  | 120e                |                  |
| 2003 |                  |                     |                  |

| Jaar | Milaan-San Remo | Gent-Wevelgem | Ronde van Vlaanderen | Parijs-Roubaix | Amstel Gold Race | Cyclassics Hamburg | Omloop Het Volk |
| ---- | --------------- | ------------- | -------------------- | -------------- | ---------------- | ------------------ | --------------- |
| 1995 |                 | 104e          |                      | 61e            |                  |                    |                 |
| 1996 |                 |               |                      |                |                  |                    |                 |
| 1997 |                 |               |                      |                |                  |                    |                 |
| 1998 |                 |               |                      |                | 53e              | 10e                |                 |
| 1999 | 131e            |               |                      | 42e            |                  |                    |                 |
| 2000 | 132e            |               |                      | 73e            |                  | 58e                | 33e             |
| 2001 | 141e            | 35e           | 37e                  | 35e            |                  | 81e                | 8e              |
| 2002 | 134e            | 15e           | 35e                  |                |                  | 69e                | 66e             |
| 2003 | 154e            |               | 85e                  |                |                  |                    | 53e             |